# Anke Karstens
Anke Karstens (Berchtesgaden, 13 de octubre de 1985) es una deportista alemana que compite en snowboard, especialista en las pruebas de eslalon paralelo.
Participó en dos Juegos Olímpicos de Invierno, obteniendo una medalla de plata en Sochi 2014, en la prueba de eslalon paralelo, y el quinto lugar en Vancouver 2010, en el eslalon gigante paralelo.

## Medallero internacional
| Juegos Olímpicos | Juegos Olímpicos | Juegos Olímpicos | Juegos Olímpicos |
| Año              | Lugar            | Medalla          | Competición      |
| ---------------- | ---------------- | ---------------- | ---------------- |
| 2014             | Sochi (Rusia)    | Medalla de plata | Eslalon paralelo |